# Уили Уолъс
Уилям Семпъл Браун („Уили“ Уолъс), роден на 23 юни 1940 г., е шотландски футболист и треньор.

## Успехи

### Национални
- Шотландска премиър лига (5)

  Селтик (Глазгоу): 1966 – 1967, 1967 – 1968, 1968 – 1969, 1969 – 1970, 1970 – 1971
- Купа на Шотландия (3)

  Селтик (Глазгоу): 1966 – 1967, 1968 – 1969, 1970 – 1971
- Купа на Шотландската лига (5)

  Хартс (Единбург) (1): 1962 – 1963
  Селтик (Глазгоу) (4): 1966 – 1967, 1967 – 1968, 1968 – 1969, 1969 – 1970

### Международни
- КЕШ (1):

  Селтик (Глазгоу) (1): 1966 – 1967